# Anisocerus stellatus
Anisocerus stellatus là một loài bọ cánh cứng trong họ Cerambycidae.